# Daniel Lee (Eishockeyspieler)
Daniel Lee (* 25. April 1997) ist ein neuseeländischer Eishockeytorwart, der seit 2018 für die Mannschaft der Southern Stampede in der New Zealand Ice Hockey League spielt.

## Karriere
Daniel Lee begann seine Karriere bei den Canterbury Red Devils, für die er 2013 in der New Zealand Ice Hockey League debütierte. Mit dem Klub gewann er 2014 die neuseeländische Meisterschaft. Seit 2017 spielt er für die Mannschaft der Masaryk-Universität aus Brünn in der European University Hockey League. Nachdem er 2016 und 2017 für Dunedin Thunder gespielt hatte, schloss er sich 2018 der Southern Stampede an. In der Spielzeit 2018 erreichte er die beste Fangquote und den geringsten Gegentorschnitt der neuseeländischen Liga. Im Südhalbkugelsommer spielt er zeitweise in Nordamerika.

### International
Für Neuseeland spielte Lee bei den U18-Weltmeisterschaften 2013 und 2014 in der Division III.
Mit der neuseeländischen Herren-Mannschaft nahm er erstmals an der 2018 in der Division II teil, als er hinter dem Israeli Nir Tichon die zweitbeste Fangquote des Turniers verzeichnete.

## Erfolge und Auszeichnungen
- 2014 Neuseeländischer Meister mit der Southern Stampede
- 2018 Beste Fangquote und geringster Gegentorschnitt der New Zealand Ice Hockey League